# Tokujin Yoshioka
Tokujin Yoshioka (Saga, 20 gennaio 1967) è un designer giapponese.
Ha ricevuto numerosi premi internazionali, e molte delle sue opere fanno parte delle collezioni permanenti dei più prestigiosi musei del mondo, come il Museum of Modern Art di New York (MOMA), il Centre Pompidou di Parigi ed il Victoria and Albert Museum di Londra.
Nel 2009 venne indicato dalla rivista statunitense Newsweek come uno dei “100 giapponesi più stimati nel mondo”.

## Biografia
È nato nel 1967 in Giappone, a Saga.
Fin dalla sua infanzia, seguendo le orme di Leonardo Da Vinci, ha studiato pittura e in particolar modo pittura ad olio e si è interessato a temi scientifici.

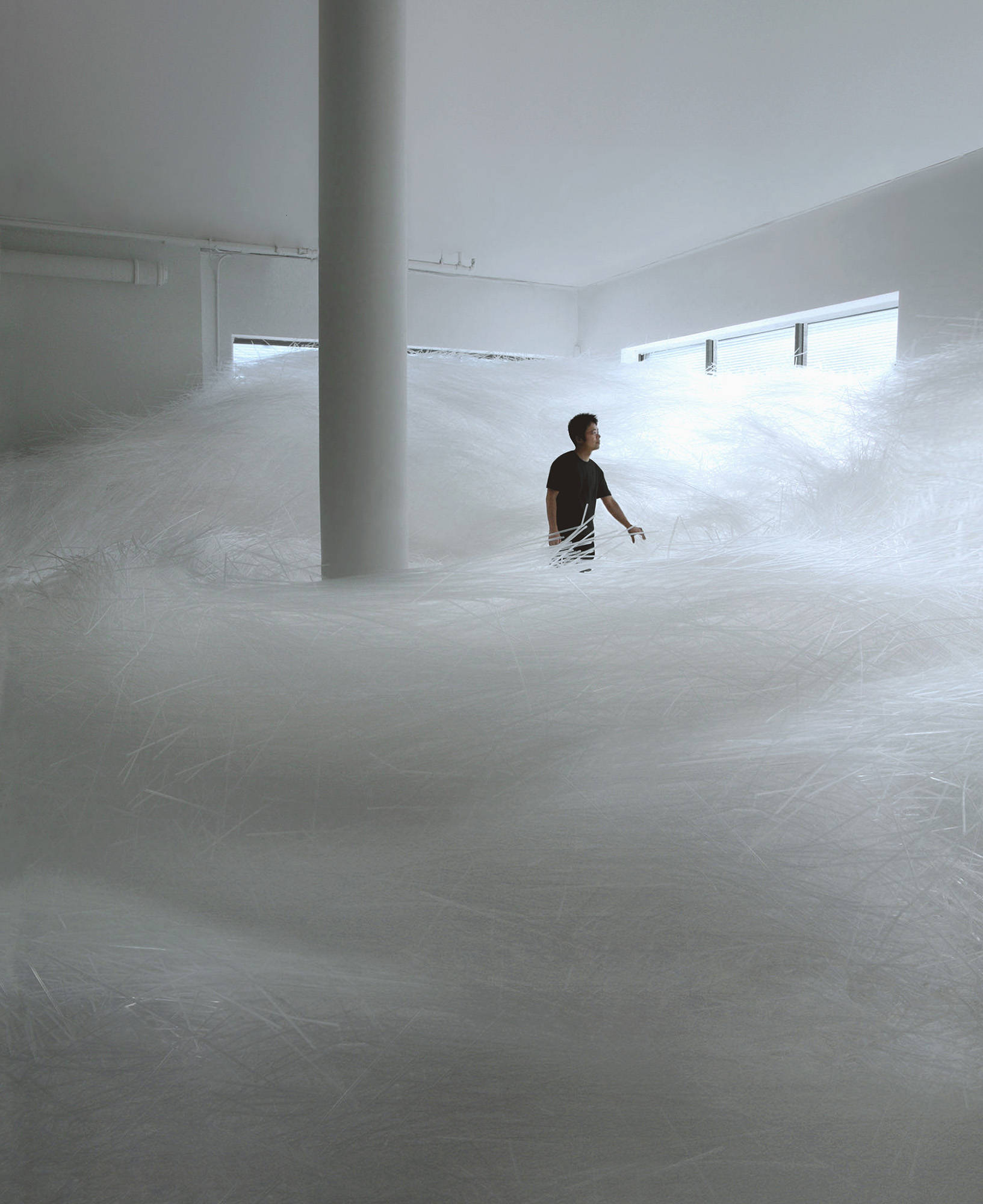
Tornado / Design Miami 2007

Nel 1988, dopo essersi diplomato presso il Kuwazawa design Institute, approfondisce il design presso gli studi di grandi nomi come Shiro Kuramata e Issey Miyake.
Nel 2000, fonda la Tokujin Yoshioka Inc.
Svolge varie attività nel campo del design, dell’architettura e dell’arte contemporanea. Le sue opere, che hanno come tema la natura, sono grandemente acclamate in tutto il mondo.
Elementi immateriali come la luce, il suono e i profumi impregnano i sensi dell’uomo, creando una espressione unica che trascende il concetto tradizionale di forma.
Le sue opere, utilizzando i più svariati tipi di materiali trasparenti, esprimono la profonda energia della natura e raggiungono la completezza solo in presenza dell’esperienza e della memoria della persona stessa che le ammira. Sono sensazioni che trascendono la percezione dell’uomo, come quella dell’energia o dell'aura, e che rispecchiano la particolare concezione giapponese della natura da cui ha tratto origine la cultura giapponese.
Yoshioka ha creato vari oggetti di design per Issey Miyake e altre aziende internazionali come Cartier, Swarovski, Louis Vuitton, Hermès, Toyota, e Lexus, e ha presentato le sue nuove opere al Salone del Mobile di Milano in collaborazione con Kartell, Glas Italia, Moroso, Driade, Cassina, ecc.
Egli ha ricevuto numerosi premi internazionali fra cui Design Miami Designer of the Year, l'Elle Deco International Design Awards Designer of the Year e il Milano Design Award.

## Opere principali
Sedie da strutture naturali nel 2002

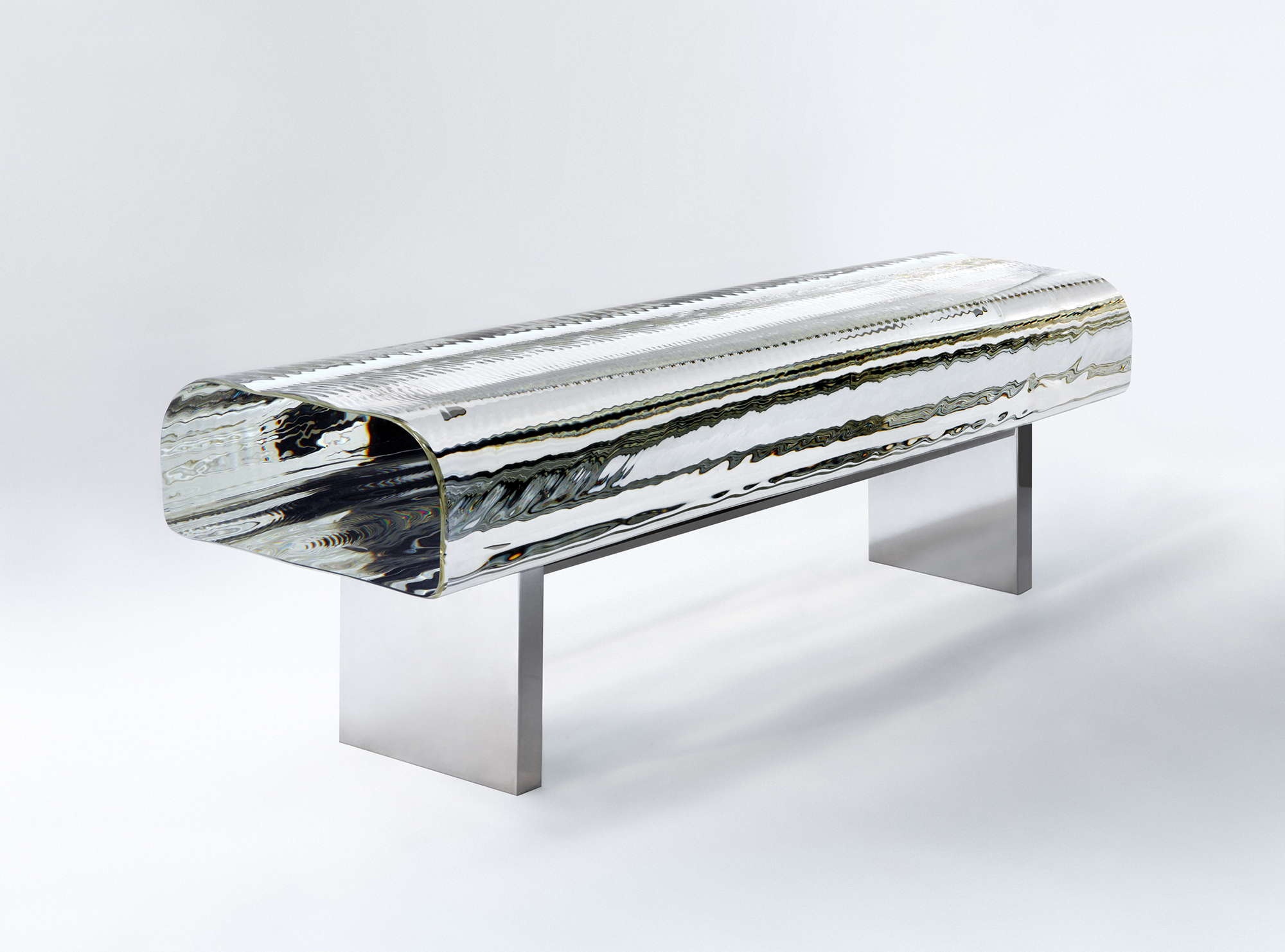
Water Block 2002

Le sedie di carta “Honey-pop” sono sedie che si trasformano da figure piane a strutture tridimensionali. Aprendo uno strato - dello spessore di 1 centimetro fatto di 120 fogli di carta sottilissimi - si può creare una struttura honeycomb (a nido di ape), la cui forma viene fissata quando ci si siede una persona. Solo in quel momento l’opera è davvero compiuta.
“PANE chair”(2006) è costituita da fibre sottili di 1 mm che, intrecciandosi l’una all’altra, creano una struttura simile a quella di una pianta. La sedia viene configurata attraverso un processo di produzione nel quale un fascio di fibre è inserito in tubi di carta che vengono successivamente scaldati per memorizzarne la forma, proprio come si fa quando si cuoce il pane nel forno.
La sedia creata da un cristallo naturale “VENUS - Natural crystal chair” (2008) è una struttura nata da una cristallizzazione naturale in una vasca d’acqua, che lentamente si trasforma in una sedia.
Progetto vetri nel 2001

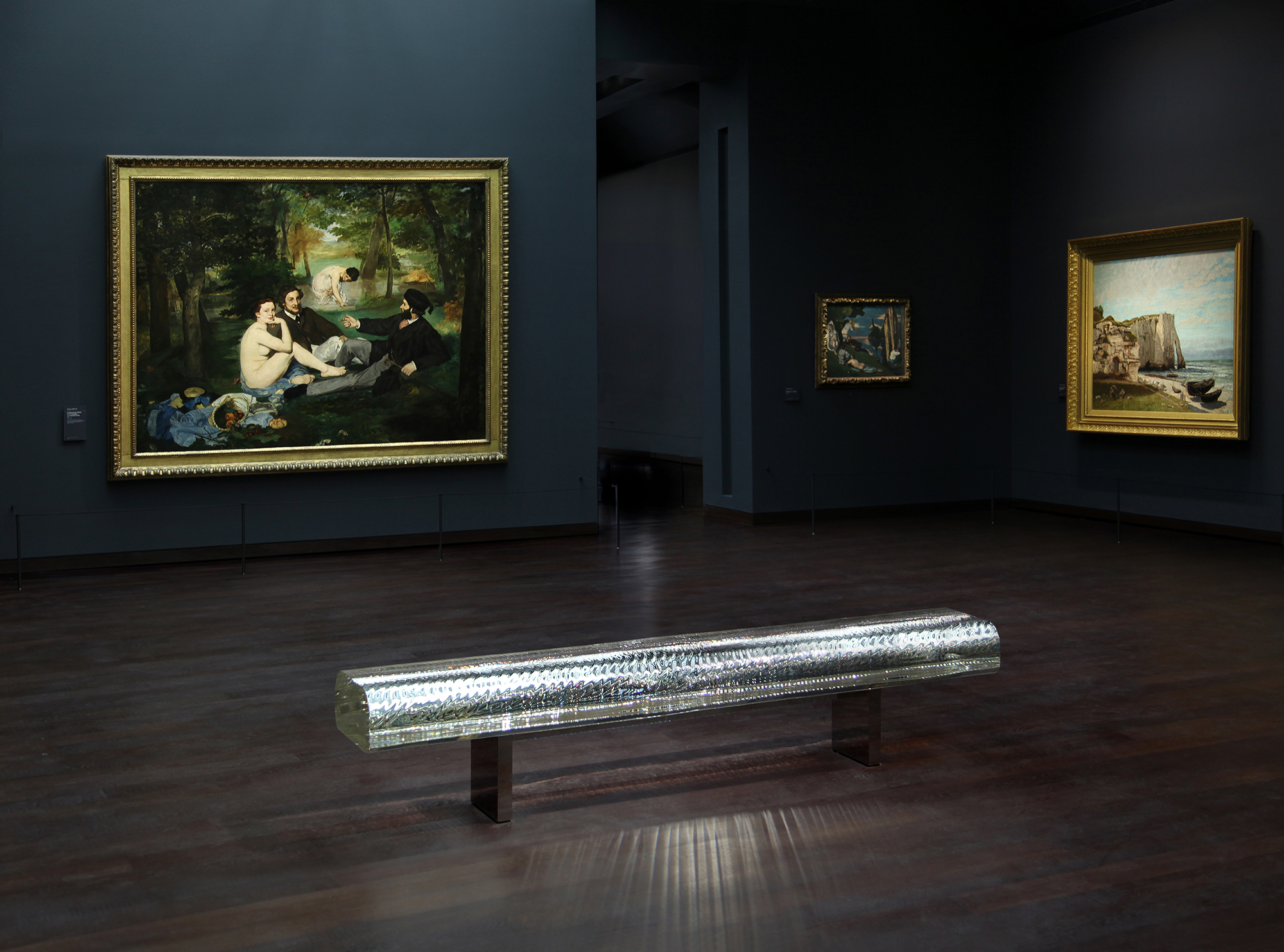
Musée d'Orsay 2011
Water Block 2002

L’artista ha presentato opere come “Water Block”(2002), “Transparent Japanese House”(2002), “Chair that disappears in the rain” (2002), “Waterfall”(2005-2006), “Casa di vetro per la cerimonia del te` KOU-AN" (2015), “Water Block - PRISM” (2007).
La panchina di vetro “Water Block” è esposta al Musée d’Orsay a Parigi dal 2011.
Musée d’Orsay nel 2011
L’artista prende parte al progetto di rinnovo della galleria degli Impressionisti al Musée d’Orsay a Parigi. Insieme ai capolavori dei principali Impressionisti - Édouard Manet, Edgar Degas, Claude Monet, Paul Cézanne, Pierre-Auguste Renoir - vengono esposte nella collezione permanente le sue 10 opere di panchine di vetro “Water Block”.

In armonia con la luce dipinta dai pittori impressionisti viene creato uno spazio dove inizia una nuova conversazione tra storia e contemporaneità.
Crystallized Project nel 2008

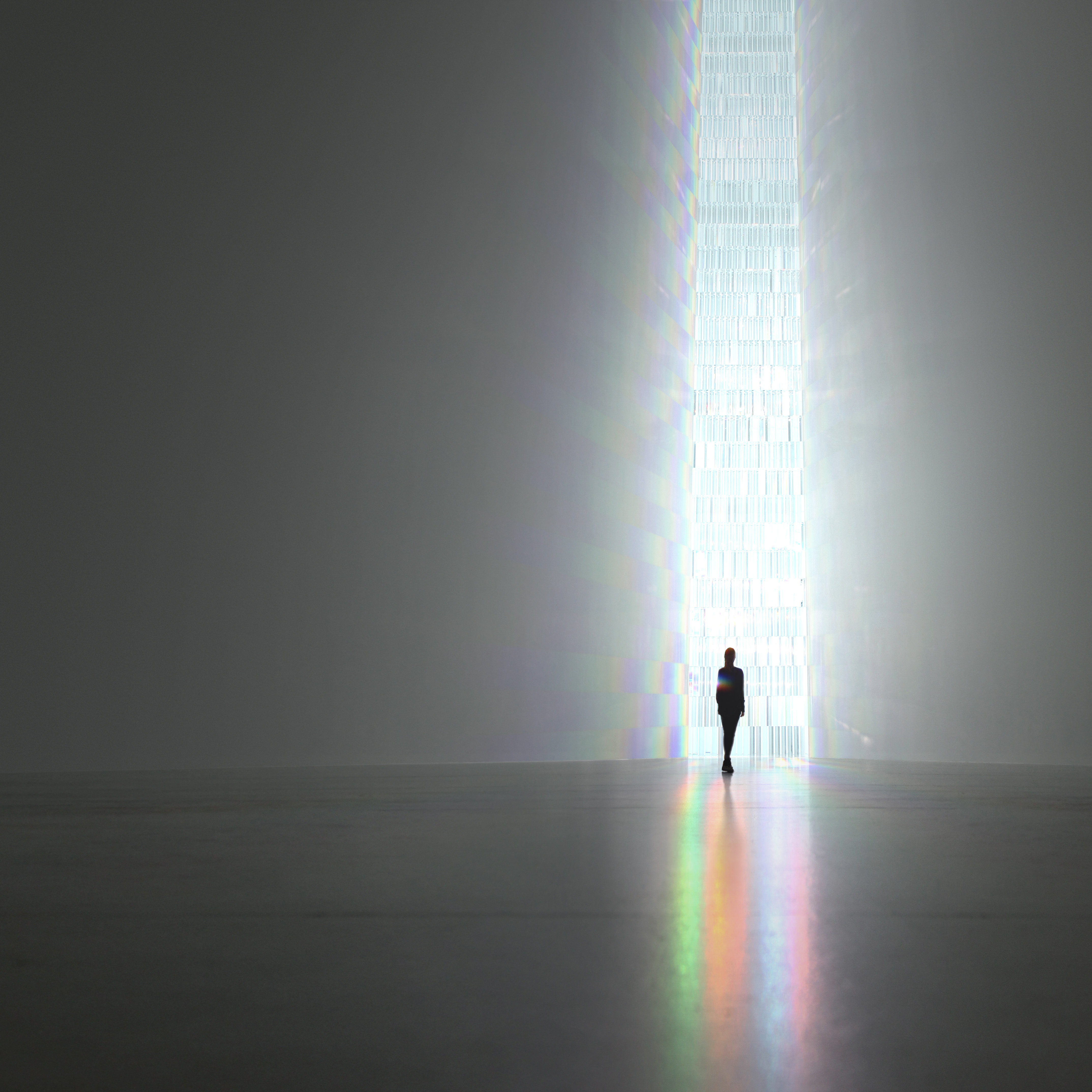
Rainbow Church 2010 / Museum of Contemporary Art Tokyo 2013

La “VENUS - Natural Crystal Chair ” (2008), un’opera creata attraverso una cristallizzazione naturale, nasce in una vasca d’acqua e cresce fino a quando si ottiene una struttura cristallina trasformata in sedia.
Un brano di musica crea un dipinto. Nelle opere “Swan Lake- il dipinto di cristallo”, “Destiny - il destino “, “Moonlight - la luce della luna”, il processo di crescita del cristallo è accompagnato da brani musicali. L’opera è completata quando la forma del cristallo cambia con variare della vibrazione del suono.
“Rose - la scultura della rosa “ è una scultura eseguita con cristalli del pigmento della rosa, come espressione della sua energia vitale.
Rainbow Church nel 2010, 2013
Architettura costituita da ben 500 prismi di cristallo, “Rainbow Church - la chiesa dell’arcobaleno” è un’opera focalizzata sulla percezione umana della luce e diviene completa quando la persona che la ammira ne sperimenta la luce emanata.

È l’espressione della luce in sé stessa, e gli spettri emanati dai prismi vengono proiettati nello spazio formando una struttura architettonica piena di arcobaleni.

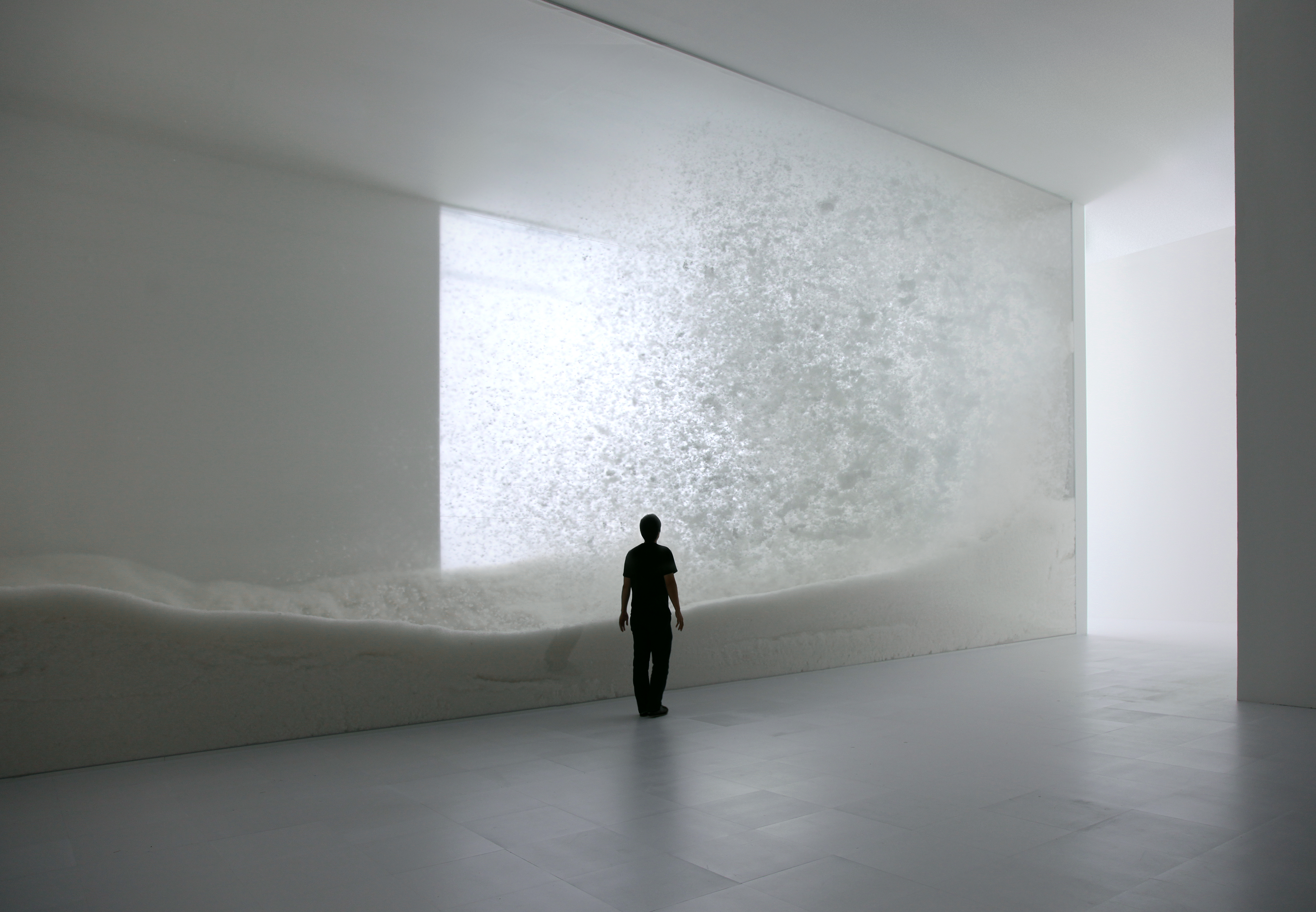
Snow / Mori Art Museum, Tokyo 2010 (1997)

KOU-AN - La casa di vetro per la Cerimonia del Tè 2011
Il progetto architettonico “KOU-AN - La casa di vetro per la Cerimonia del Tè ” è stato presentato alla 54ª Esposizione della Biennale di Venezia del 2011. Nel 2015, l’opera viene installata sul grande palco a terrazza dello Shogun-zuka, il tumulo dello Shogun, di Seiryu-den, all’interno del Tempio Shoren-in della setta buddista Tendai. Nello Shogun-zuka Seiryu-den si trova la statua di Ao Fudo Myo-o, tesoro nazionale, che è uno dei tre grandi Fudo (dio del fuoco). Dal grande palco alto 220 metri si può ammirare il panorama di tutta la città di Kyoto. Si dice che nel 794, l'imperatore Kanmu che visitò questo sito, osservando la veduta della conca sotto i suoi occhi, rimase convinto che quello doveva essere il luogo da designare come capitale e così vennero iniziati i lavori per la costruzione di Kyoto. Quindi questo è il luogo dove venne concepita la città antica, oggi simbolo della cultura giapponese.
Le opere principali
2000 Tokujin Yoshioka Design
2000 TōFU / Yamagiwa
2001 Honey-pop
2001 THINK ZONE / Mori building
2002 Water Block
2002 Transparent Japanese House

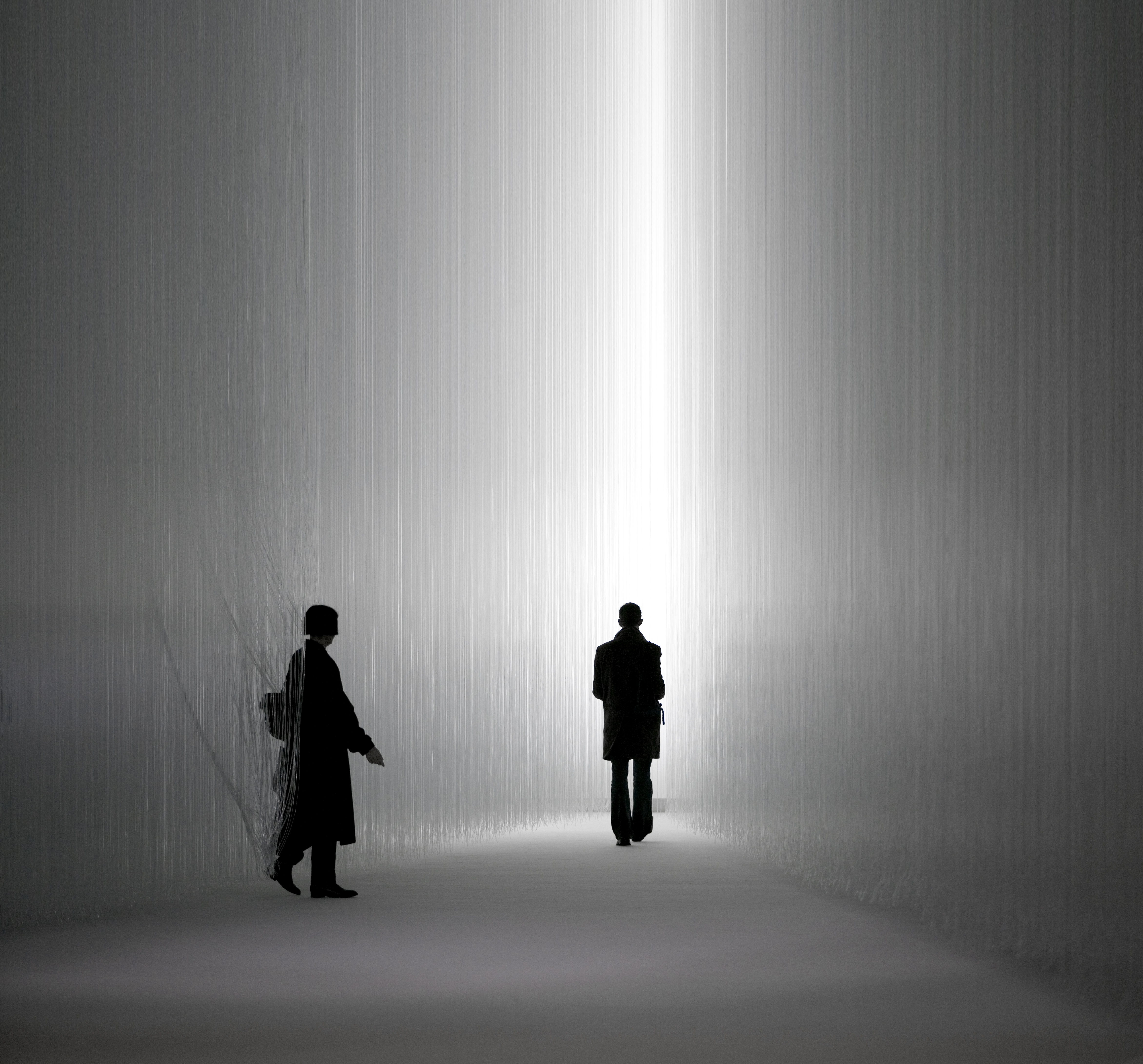
The Gate –Tokujin Yoshioka x Lexus,
Milan 2007

2002ー2003 Chair that disappears in the rain
2004 Souffle / Maison Hermès
2005ー2007 MEDIA SKIN / au design project KDDI
2006 The Gate – Tokujin Yoshioka x Lexus

2006 Waterfall
2006 PANE chair
2007 Tornado / Design Miami
2007 Rainbow chair
2007 Tear Drop / Yamagiwa

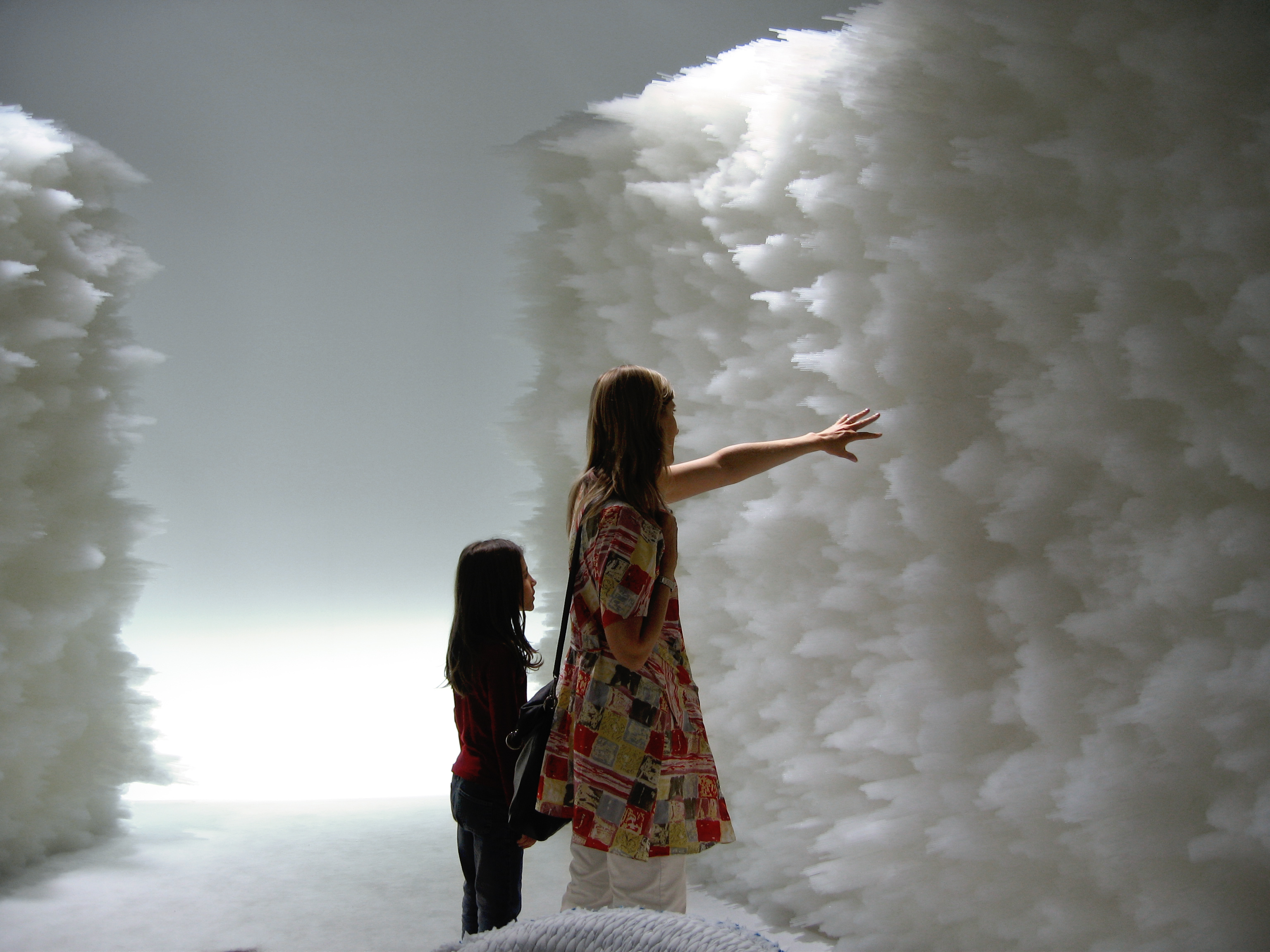
Remembrance Tokujin x Moroso,
Milan 2007

2006ー2008 Swarovski Ginza flagship store
2007ー2008 VENUS – Natural crystal chair
2007ー2008 Crystallized Painting – Moonlight / Destiny / Unfinished
2008 Eternal / Swarovski Crystal Palace
2010, 1997 Snow
2009 Moon Fragment / Cartier
2009 Lake of Shimmer / Basel World / Swarovski
2010 X-RAY / KDDI iida
2010 Stellar / Swarovski Crystal Palace
2010, 2013 Rainbow Church
2011 Glass Tea House - KOU-AN / The 54th La Biennale di Venezia – Glasstress 2011
2011 The Impressionist Gallery renewal project / Musée d'Orsay
2013 Crystallized Painting – Swan Lake, Spider's Thread, Rose
2013 Wings of Sparkle / Basel World / Swarovski
2014 Cartier Time Art – Mechanic of Passion / Power Station of Art
2015ー2017 Glass Tea House - KOU-AN / Shogunzuka Seiryu-den, Kyoto
2017 Spectrum
2017 Water Block – PRISM
2017 S.F chair
2019 Torcia olimpica dei Giochi olimpici del 2020 a Tokyo.

## I riconoscimenti più importanti

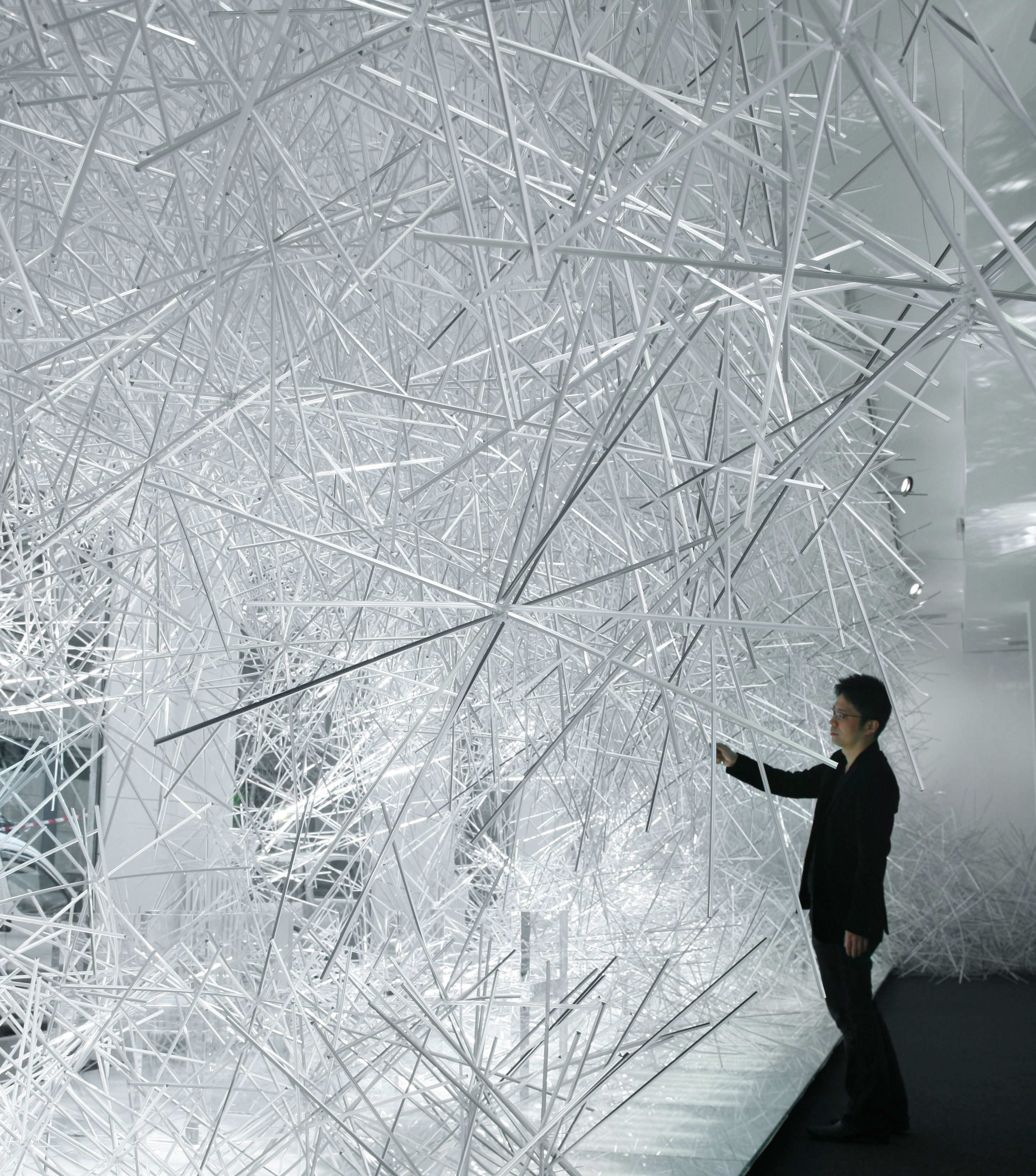
Snowflake / Kartell gallery, 2010

1998, 2000 ISSEY MIYAKE Making Things / Fondation Cartier pour l'art contemporain, Ace Gallery NY, Museum of Contemporary Art Tokyo
2002 Tokujin Yoshioka Honey-pop, MDS/G
2005, 2006 Tokujin Yoshioka x Lexus / Museum of Permanente
2005 Stardust / Swarovski Crystal Palace / Milano Design Week
2007 Tornado / Design Miami / Designer of the year 2007
2007 Tokujin x Moroso / Milano Design Week
2009 Story of … Memories of Cartier Creations / Tokyo National Museum Hyokeikan
2008 Second Nature / 21_21 DESIGN SIGHT
2010 Sensing Nature / Mori Art Museum
2010 The Invisibles Snowflake / Kartell Gallery
2011 TWILIGHT - Tokujin Yoshioka / Moroso / Milano Design Week
2011 Tokujin Yoshioka: Waterfall / Sharman Contemporary Art Foundation

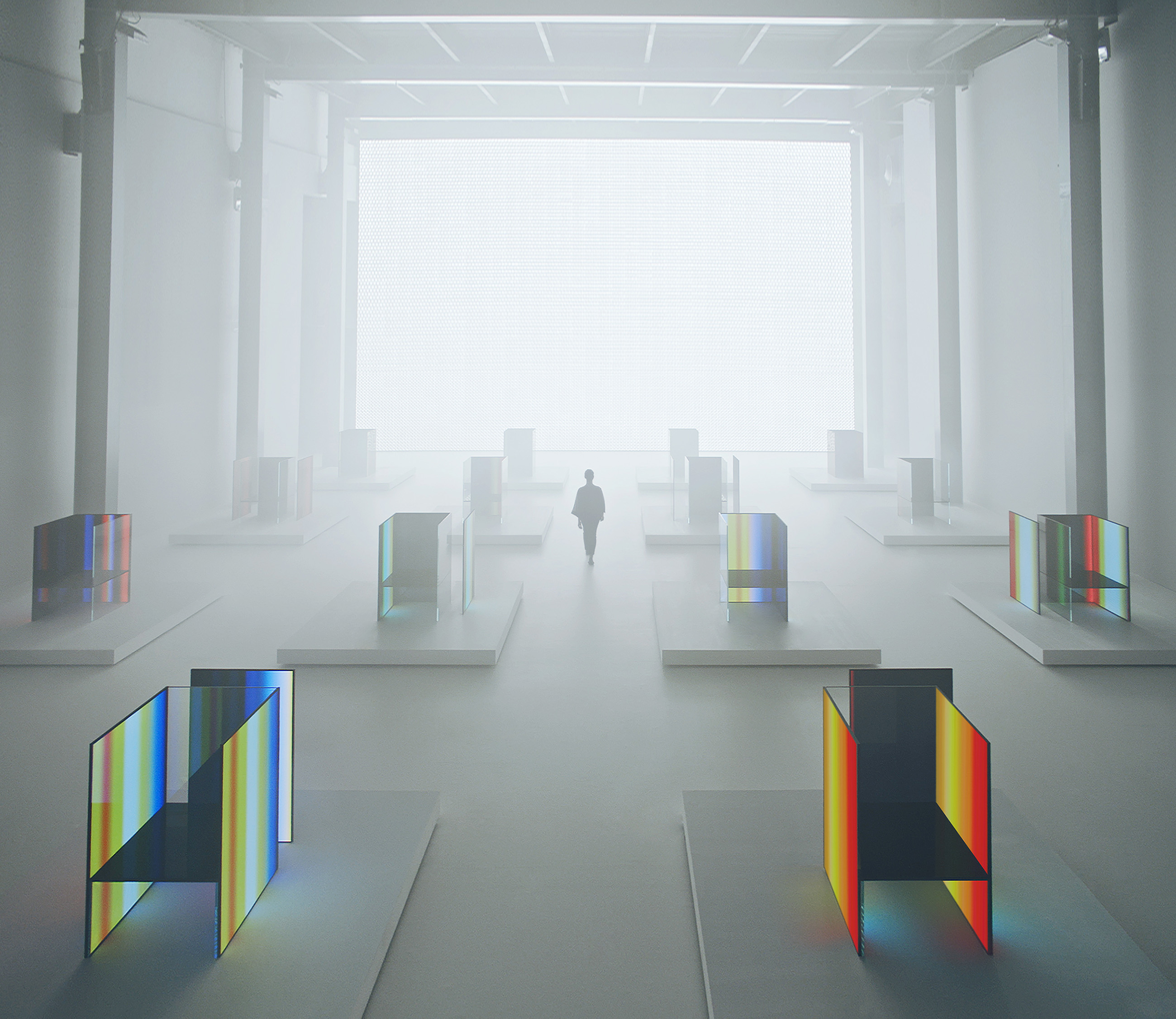
TOKUJIN YOSHIOKA x LG :
S.F, Milan 2017

2011 KOU-AN Glass Tea House / The 54th La Biennale di Venezia – Glasstress 2011
2011, 2012, 2014 Cartier Time Art / Bellerive Museum, Artscience Museum, Power Station of Art
2012 TOKUJIN YOSHIOKA 2012 CREATOR OF THE YEAR / Maison & Objet
2013 TOKUJIN YOSHIOKA_Crystallize / Museum of Contemporary Art Tokyo
2014 La Biennale di Venezia – The 14th International Architecture Exhibition 2014
2015 Make Yourself Comfortable / Chatsworth House
2015 TOKUJIN YOSHIOKA_TORNADO / Saga Prefectural Art Museum
2015, 2017 KOU-AN Glass Tea House / Shogunzuka Seiryu-den, Kyoto
2017 TOKUJIN YOSHIOKA_SPECTRUM / Shiseido Gallery
2017 TOKUJIN YOSHIOKA x LG: S.F / Milano Design Week

## Collezioni permanenti
Museum of Modern Art (MoMA) (USA)
Centre Pompidou (Centre national d'art et de culture Georges-Pompidou) (France)
Museo d'Orsay (France)

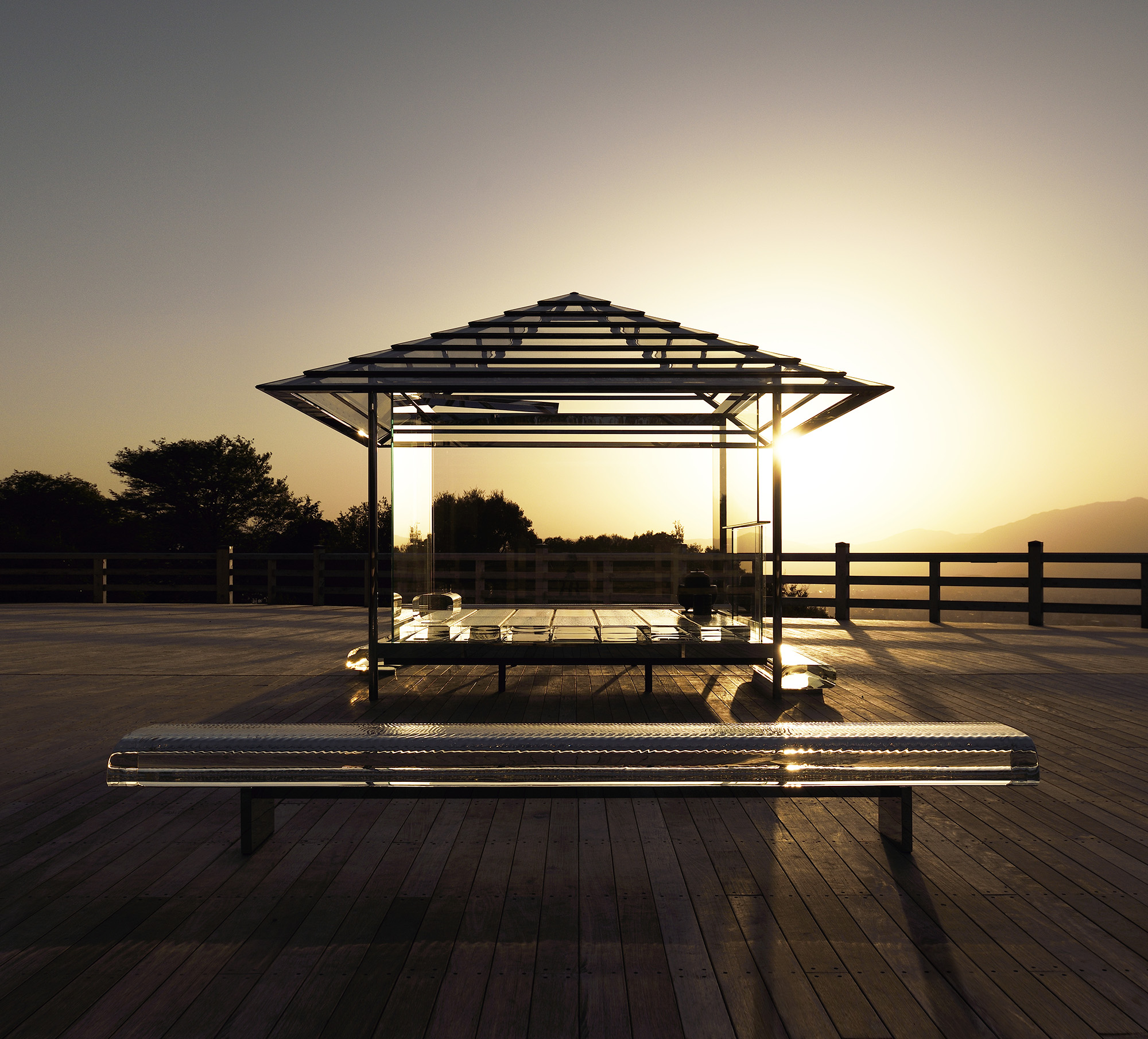
Glass Tea House - KOU-AN 2011 Shogunzuka Seiryu-den, Kyoto 2015ー2017

Musée des Arts Décoratifs, Paris (France)
Victoria and Albert Museum (V&A) (UK)
Cooper Hewitt, Smithsonian Design Museum (USA)
Vitra Design Museum (Germany)
The Art Institute of Chicago (USA)
San Francisco Museum of Modern Art (SFMoMA) (USA)
Saint Louis Art Museum (USA)
Montreal Museum of Fine Arts (MMFA) (Canada)
Museum of Contemporary Art Tokyo (MOT) (Japan)
Israel Museum (Israel)
Leeum, Samsung Museum of Art (Republic of Korea)

## Premi importanti

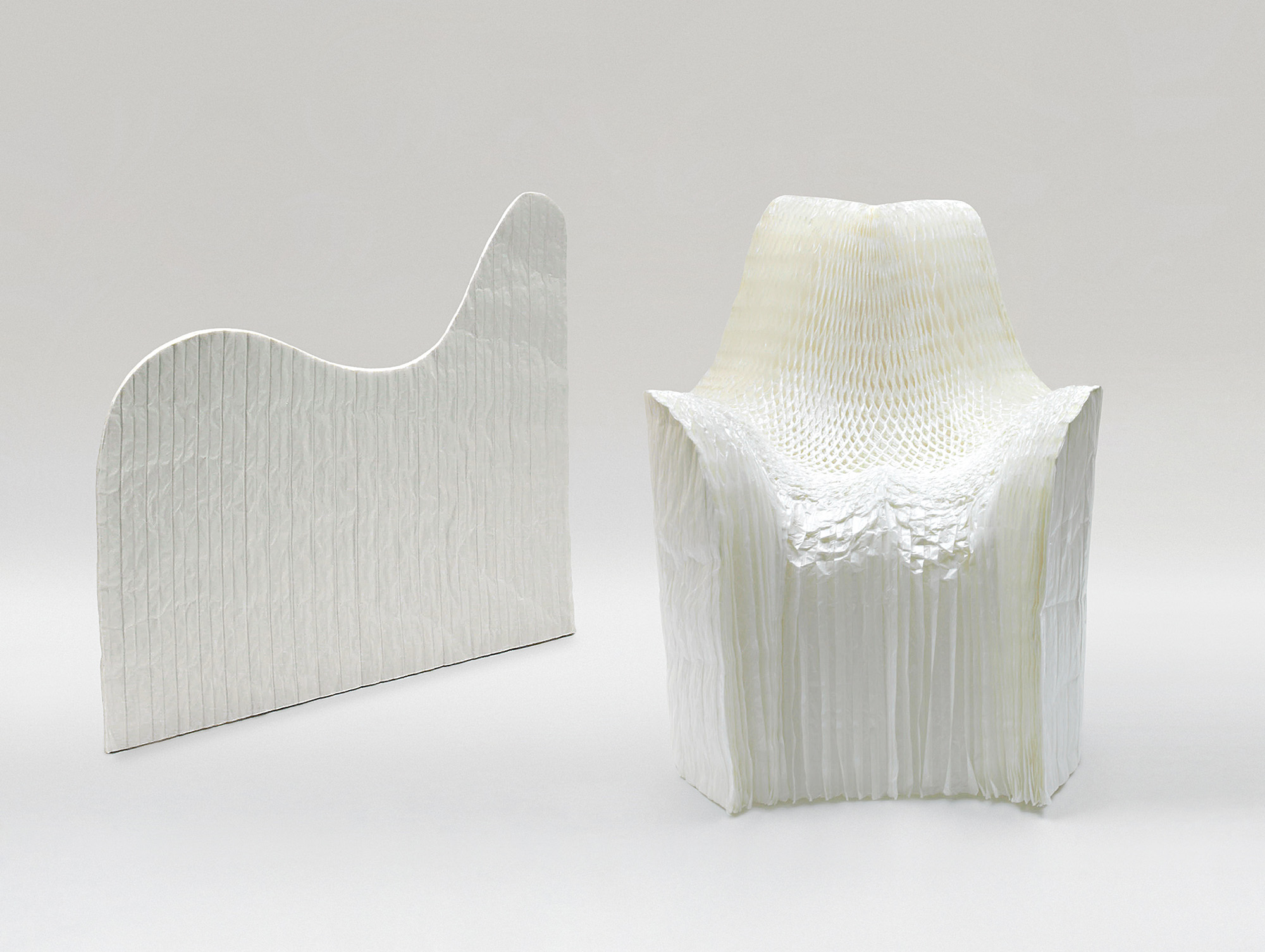
Honey-pop 2001

1997 JCD Design Award – Grand prize (Japan)
2000 I.D. Annual Design Review (USA)
2001 I.D. Annual Design Review (USA)
2001 A&W Award The Coming Designer for the Future (Germany)
2002 Mainichi Design Award 2001 (Japan)
2005 Talents du Luxe (France)
2007 The 57th Art Encouragement Prize for New Artist (Japan)
2007 Good Design Award – Gold prize (Japan)

2007 Design Miami – Designer of the Year 2007 (USA)

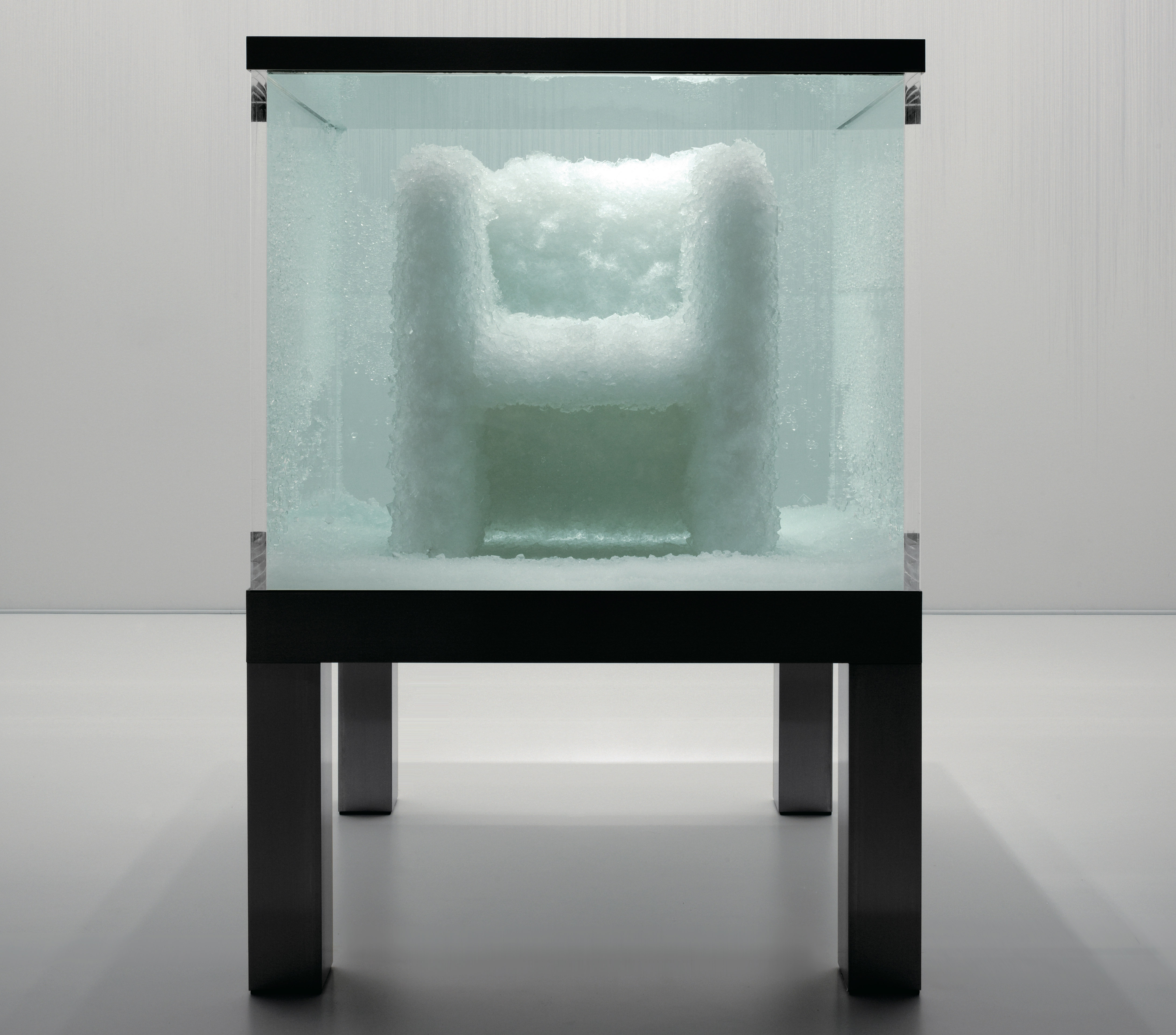
VENUS - Natural crystal chair 2007

2008 Wallpaper Design Awards 2008 – Best furniture designer (UK)
2008 DFA Design for Asia Awards 2008 – Grand Award (Hong Kong)
2009 ELLE DECO International Design Awards – Designer of the Year 2009 (Italy)
2010 Fast Company – The 100 Most Creative People in Business 2010 (USA)
2010 TOKYO Design & Art ENVIRONMENTAL AWARDS – Artist of the Year (Japan)
2011 A&W Architektur & Wohnen – Designer of the Year 2011 (Germany)
2012 Maison & Objet – Creator of the Year 2012 (France)
2016 ELLE DECO International Design Awards (EDIDA) 2016 (Italy)
2017 Milano Design Award 2017 – Winner (Italy)

## Pubblicazioni / Raccolte di opere
2001 Tokujin Design (gap / Japan)
2006 Tokujin Yoshioka Design (English edition, Japanese edition) (Phaidon / UK)
2008 Second Nature (Kyuryudo / Japan)
2009 Invisible Forms (Esquire Magazine / Japan)
2010 SENSING NATURE (Heibonsha / Japan)
2010 TOKUJIN YOSHIOKA (Rizzoli / USA)
2013 TOKUJIN YOSHIOKA_Crystallize (Seigensha / Japan)